# Cuve vinaire rupestre

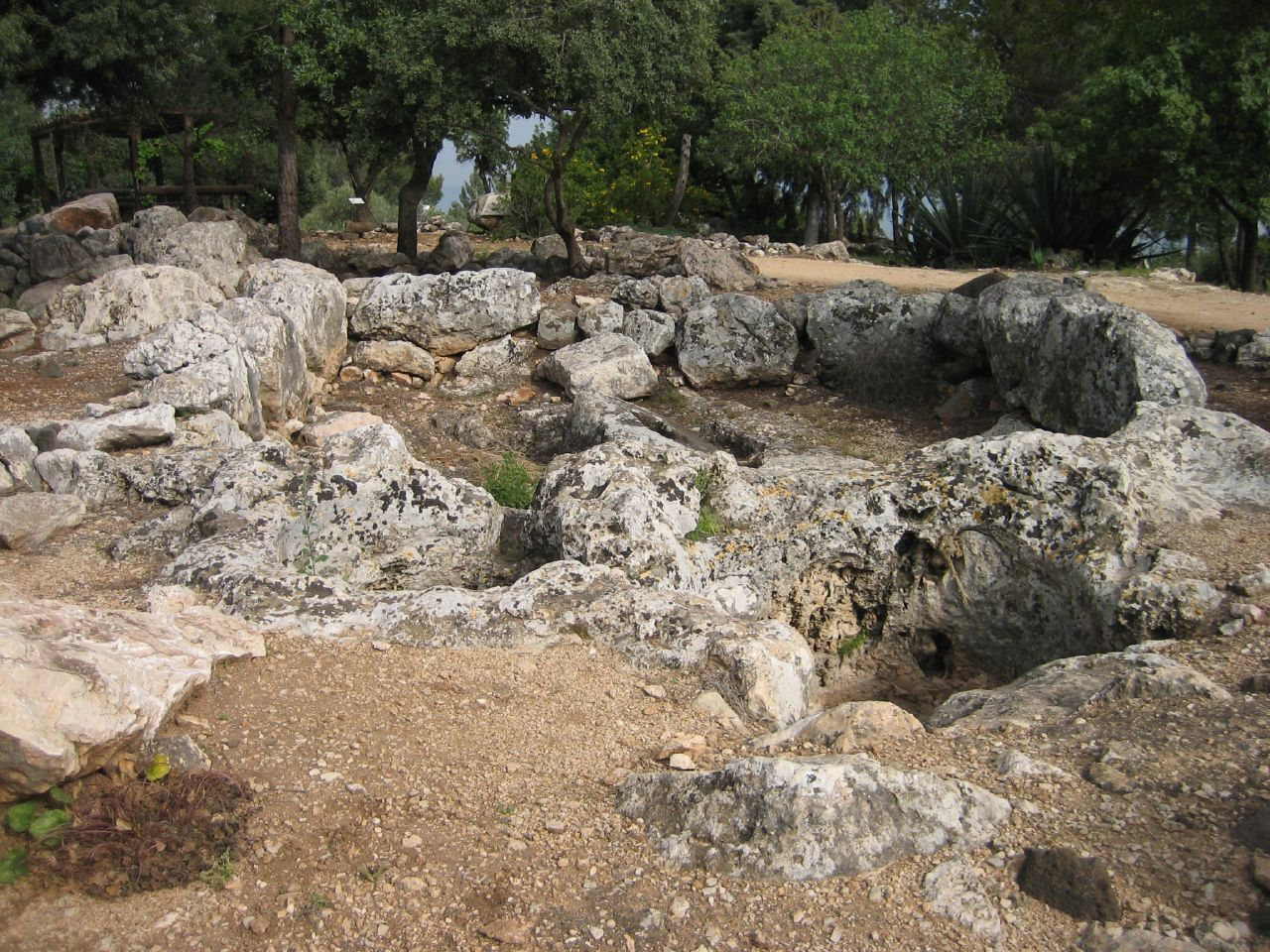
Cuve et pressoir à vin datant de la période talmudique, Israël

La cuve vinaire rupestre est l'une des premières structures de vinification mise au point par l'homme. Ces cuves creusées indifféremment dans des roches granitiques, calcaires ou volcaniques se retrouvent en Israël (Judée), en Toscane (Étrurie), dans les Abruzzes, au Portugal (région des vinhos verdes), dans le Pays basque (province d'Alava) et en France tant en Auvergne qu'en Tricastin. Les plus nombreuses ont été identifiées dans le département de Vaucluse, sur les terroirs d'appellation Ventoux et Luberon.

## Historique

### Israël

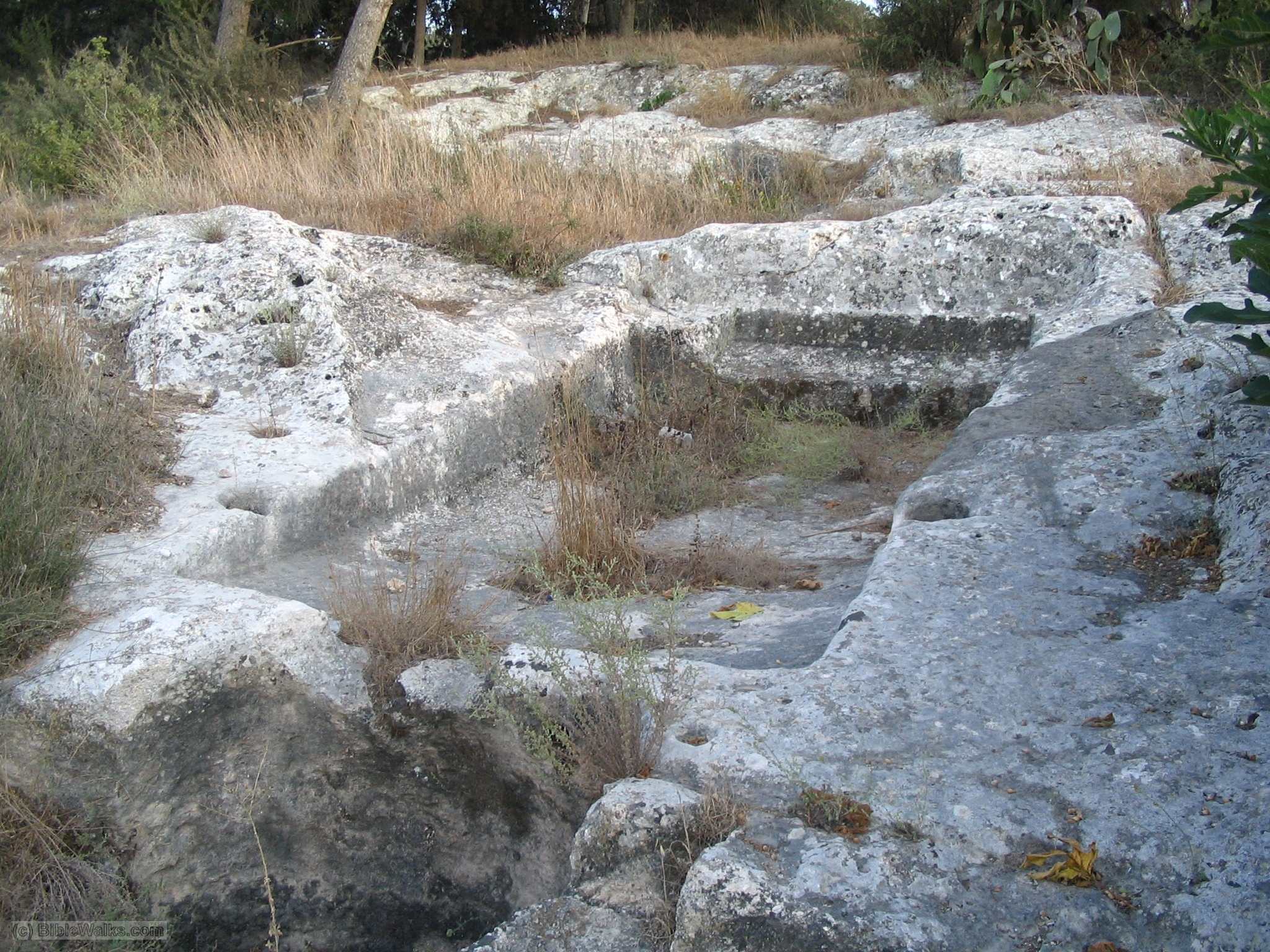
Fouloir et cuve de l'âge de bronze situé sur les collines au nord de Migdal Haemek, Israël

En Israël, sur les pentes Nord de Migdal Haemek, huit cuves vinaires avec leur fouloir ont été identifiées et datées de l'âge de Bronze. Le fouloir qui domine la cuve est de forme rectangulaire. Le foulage se faisait aux pieds et le jus s'écoulait par une bonde dans la cuve de fermentation. Un filtre, composé d'épineux ou de branchage, empêchait rafles et peaux de boucher la bonde. Des deux côtés du fouloir, existe deux trous verticaux, où s'encastraient des bâtons tenus par les fouleurs pour garder leur équilibre. Sur le périmètre d'une des cuves se trouvent huit trous qui ont pu servir à mettre des pieux soutenant un toit de feuillage pour fournir l'ombre aux fouleurs.

### Vaucluse
La découverte de ce type d'installation dans le département du Vaucluse est due aux recherches menées entre 1983 et 1993 par Michel Bouvier avec l'aval du Service régional de l'archéologie à Aix-en-Provence dans le cadre d'une mission visant à dater les cabanes en pierre sèche, ou bories, du département. Plus de 80 cuves vinaires rupestres (c'est-à-dire creusées dans la roche) ont été identifiées sur les terroirs du Ventoux et du Luberon entre Venasque et Bonnieux : il s'agit des communes de Venasque, Le Beaucet, Saint-Didier, Saumane, Fontaine de Vaucluse, Cabrières d'Avignon, Lagnes, Ménerbes, Murs, Gordes, Saint-Pantaléon, Goult et Bonnieux. Les cuves trouvées à Saumane se situent dans le vallon de Vignerme (« la vigne en friche »). 
Ces cuves rupestres, toujours munies d'un fouloir et creusées dans de la molasse burdigalienne, sont majoritairement cylindriques. L'inventeur les a classées en deux catégories :
- les cuves creusées : sur 24 étudiées, toutes sont cylindriques sauf deux. Leur diamètre moyen et leur hauteur sont généralement identiques (1,60 m) pour un volume constant (3,14 m3).
- les cuves construites : elles sont, selon lui, datables entre le XVIe et le XVIIe siècle puisque dès le XVIIIe siècle les cuves ont commencé à être recouvertes de carreaux vernissés.

Toutes les cuves creusées ont été – ou sont encore – recouvertes par une cabane en pierre sèche, ou borie, ou protégées par un abri sous roche ou un mur de pierres sèches selon leur situation. Si certaines cuves rupestres sont à proximité de lieux habités, notamment à Gordes, à Venasque ou à Saint-Didier, la plupart sont tout à fait extérieures à un village ou à un hameau et éloignées du vignoble actuel puisqu'on en trouve même dans des chênaies. Jean-Pierre Saltarelli y voit des vinifications plus ou moins clandestines pour échapper à des droits de souquet et autres taxes levées sur les vins.

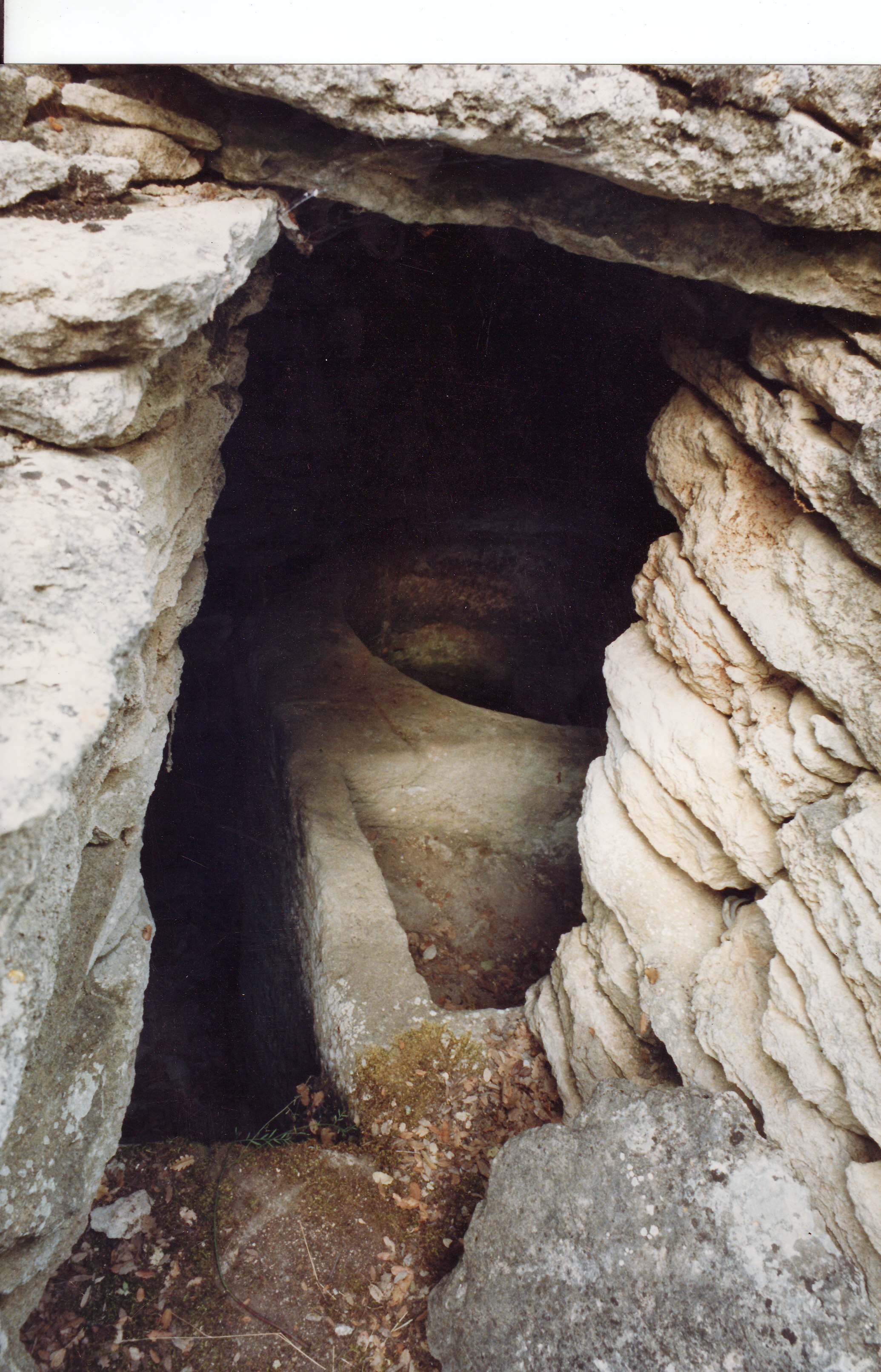
À Ménerbes, au lieu-dit les Hauts Artèmes, la borie classée 01.
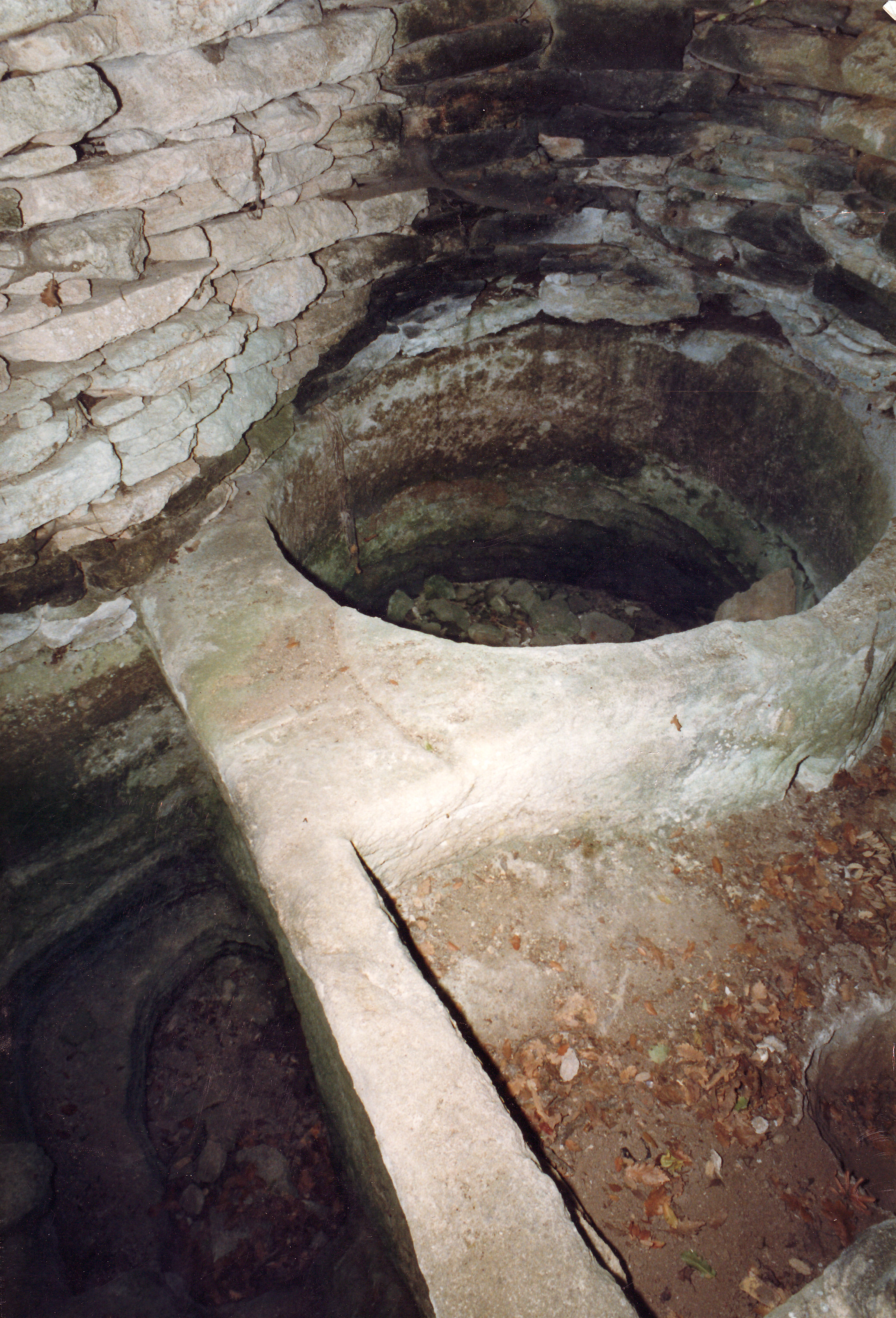
Intérieur de la borie 01 montrant le fouloir et la cuve de vinification.
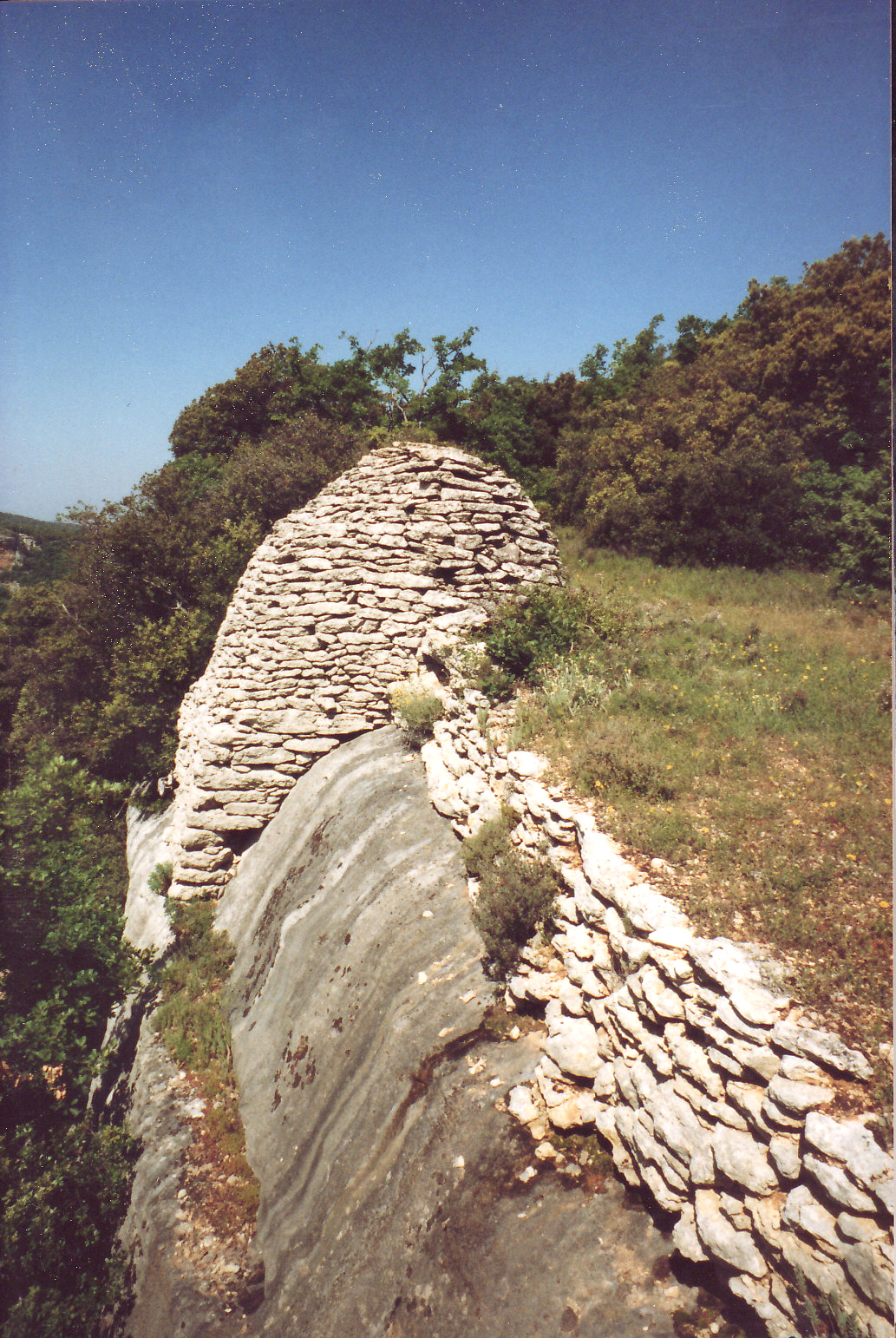
À Venasque, dans le vallon de Carroufa, au lieu-dit la Lauze, la borie classée 26.
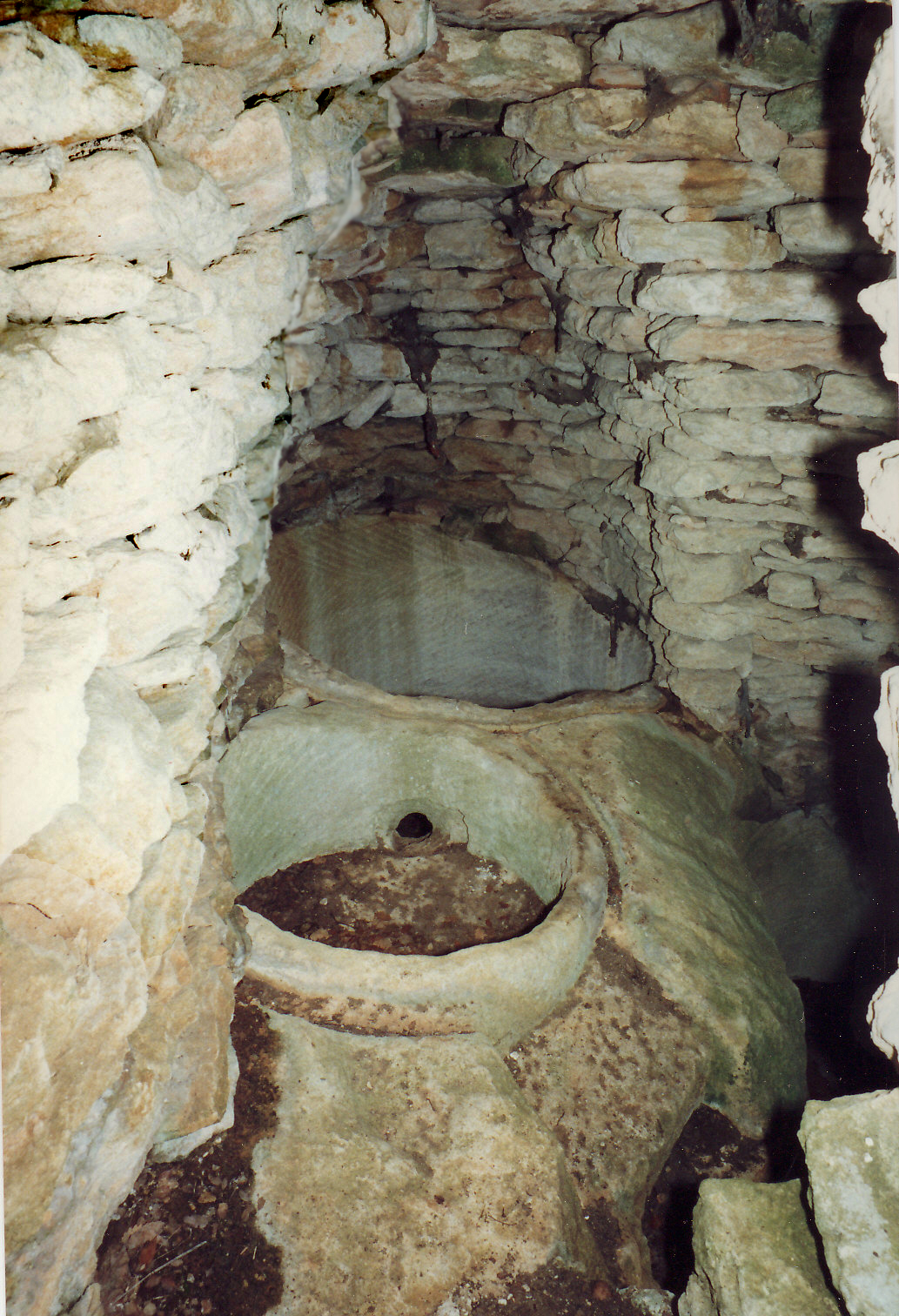
Intérieur de la borie 26 montrant le fouloir et la cuve de vinification.

## Comparaisons
Les cuves vinaires rupestres étudiées par Michel Bouvier présentent des similitudes avec des installations de foulage et pressage du raisin en plein champ découvertes par l'ethnologue italien Edoardi Micati dans certaines zones des Abruzzes. Creusées dans la roche affleurante, ces installations consistent généralement en une vasque de foulage communiquant avec un petit bassin servant à recueillir le moût. Au-dessus de la vasque de foulage, est insérée une longue poutre que l'on abaisse au moyen d'une vis sans fin pour presser le marc de raisin. Ce système est d'origine très ancienne et on en trouve des descriptions précises chez Pline l'Ancien et Caton l'Ancien. La présence de ces installations à proximité des vignes permettait de ne transporter dans les caves des maisons que le moût (moins encombrant que le raisin).